# 陽明高雄海洋探索館
22°35′27.189″N 120°17′20.909″E / 22.59088583°N 120.28914139°E
陽明高雄海洋探索館是陽明海運在高雄市旗津區設立的海洋文化博物館。

## 歷史
陽明高雄海洋探索館原本是高雄市政府海洋局設於旗津漁港的「海洋探索館」。陽明海運於2007年1月18日獲得該館的承租權，經整修後於同年12月28日開館啟用，並改為現名。財團法人陽明海運文化基金會營運的「陽明高雄海洋探索館」因配合未來策略規劃，已於2019年12月起結束營業。

## 外部連結
- 陽明高雄海洋探索館 （页面存档备份，存于）

1. ↑  .   [2021-07-14]. （原始内容存档于2021-07-14）.